# میلکور ۳۸۰
میلکور ۳۸۰ یا میلکور ام‌اِی ۳۸۰ (به انگلیسی: Milkor 380) یک پهپاد ماژولار چندمنظوره است که در آفریقای جنوبی در حال توسعه و تست می‌باشد. این پهپاد دارای قابلیت ارتفاع متوسط و مدت بالا برای شناسایی و حمل مهمات جنگی توسعه یافته‌ بوده و در هر شرایط آب‌وهوایی پایدار می‌ماند.
در حال حاضر این هواپیمای بی‌سرنشین در حال آزمایش با پشتیبانی نیروی هوایی آفریقای جنوبی در کیپ‌تاون است و بزودی اولین پرواز خود را انجام می‌دهد. شرکت میلکور مستقر در پرتوریا می‌خواهد چند فروند اولیه آن را تا پایان سال ۲۰۲۳ تست کند.
مدیر توسعه کسب‌ و کار میلکور، دانیل دو پلیس می‌گوید: «این پهپاد که برای استفاده در صنایع دفاعی در نظر گرفته شده‌، می‌تواند برای رصد، شناسایی و حملات پهپادی به‌کار رود و همچنین می‌تواند برای کنترل مرزها، عملیات‌های حفاظتی و مبارزه با شکار غیرقانونی استفاده شود.» تولید این پهپاد هزینه بسیار بالایی خواهد داشت، اما براساس گفته‌های دو پلس، دولت‌هایی از چند قاره قبلاً به این پهپاد علاقه نشان داده‌اند. شرکت میلکور قصد دارد تا پایان سال جاری ۵ فروند از این پهپاد را آماده کند.
پهپاد میلکور۳۸۰ بزرگ‌ترین هواگرد بی‌سرنشین ساخته‌شده در قاره آفریقا است. در طول نمایشگاه هوافضا و دفاع آفریقا در سپتامبر سال ۲۰۲۲، شرکت میلکور با وزارت دفاع، آرمسکور و نیروی هوایی آفریقای جنوبی تفاهم‌نامه‌ای امضا کرد و اعلام داشت که در طول سال ۲۰۲۳، پنج فروند از این هواگرد برای ارتش آفریقای جنوبی خواهد ساخت. به‌عنوان بخشی از توافق‌ها با وزارت دفاع، اولین فروند تولیدشده به‌طور انحصاری توسط آفریقای جنوبی استفاده خواهد شد.

## پیشینه
از دهه ۱۹۸۰ تاکنون، چند شرکت از جمله دنل داینامیکس طرح‌هایی را برای پهپادهای نظامی در آفریقای جنوبی توسعه داده‌اند؛ از پهپادهای شناسایی پرتاب دستی تا پهپادهای مسلح بزرگتر. به‌عنوان نمونه پهپاد دنل داینامیکس سیکر که از دهه ۱۹۸۰ در طول جنگ مرزی جنوب آفریقا عملیاتی شد، چند بار ارتقا یافته و در ارتش چند کشور خدمت‌کرده‌است. 
شرکت میلکور از جدیدترین سازندگان پهپاد در آفریقای جنوبی است که طی نمایشگاهی در مالزی به تاریخ فروردین ۱۳۹۷(سال ۲۰۱۸) و در سال ۲۰۲۲ در نمایشگاه هوافضا و دفاع آفریقا(AAD)، پهپادهای ام‌ای ۳۸۰ (Milkor 380)، ام‌ای۸۰ و ام‌ای۱۸ را به نمایش گذاشت. بزرگ‌ترین پهپاد ساخت میلکور، ام‌ای ۳۸۰ بوده که برای ماموریت‌های طولانی‌مدت مانند عملیات جستجو و نجات، شناسایی، نظارت و گشت دریایی طراحی شده‌است. ام‌ای۸۰ کوچکتر و از نظر طراحی مشابه پهپاد مذکور است که قادر به حمل محموله‌های بسیار کوچکتر در حدود ۱۵ کیلوگرم می‌باشد. ام‌ای۱۸ بسیار کوچکتر است و در کوله پشتی هم جا می‌شود.

## ویژگی‌ها
این پهپاد به عنوان یک پهپاد شناسایی با توانایی‌های رزمی طراحی شده‌ است. سازندگان می‌گویند که تجهیزات نوری (اپتیکی) آن به ویژه دوربین دَوَرانی الکترواپتیکی و فروسرخ، ویدئوهایی با کیفیت، فروسرخ و چندطیفی را ارایه می‌دهند. میلکور ۳۸۰ دارای رادار دهانه ترکیبی(SAR) و رادار دهانه ترکیبی معکوس(iSAR) برای نظارت دریایی است و همچنین امکان برقراری ارتباطات ماهواره‌ای (SatCom) را نیز دارد. 
۳۸۰ توانایی سازگاری عملیاتی داشته و فرایند پرواز، برخاست و فرود به‌صورت دستی یا به کمک سامانه هدایت پرواز درونی آن، مستقلاً (خودکار) انجام می‌شود. این سامانه هدایت، گزینه انتخاب دقیق مسیر یا الگوی سرگردان (خودکار) برای انجام مأموریت‌های گوناگون را دارد. همچنین این هواگرد از استقامت طولانی در ارتفاعات متوسط در هر شرایط آب‌وهوایی نیز برخوردار است.
۵ جایگاه موجود طراحی‌شده در آن برای غلاف جنگ الکترونیک، سلاح‌های مناسب و مهمات دیگر استفاده می‌شوند.
این پهپاد در سال ۱۴۰۱، در جدیدترین نمایشگاه هوافضا و دفاع آفریقا(AAD) با «مهمات هدایت‌شونده دقیق سری X الطارق»، «بمب‌های هدایت شونده Halcon Desert Sting DS-16»، «پرتابگرهای راکت هدایت لیزری FZ602»، «غلاف شناسایی هوایی از شرکت فناوری‌های هوابرد (SCAR)» به نمایش درآمد.

## مشخصات فنی
ویژگی‌های کلی
- طول: ۹ متر
- بازه بال: ۱۸ متر
- بیشینه وزن برخاست: ۱۳۰۰ کیلوگرم
- بیشینه وزن بار: ۲۱۰ کیلوگرم
- ظرفیت سوخت: ۳۰۰ کیلوگرم

عملکرد
- بیشینه سرعت: ۲۵۰ کیلومتر بر ساعت
- سرعت کروز/پیمایشی: ۱۱۰–۱۵۰ کیلومتر بر ساعت
- برد: ۲۰۰۰ کیلومتر
- مداومت پرواز: ۳۵ ساعت
- حداکثر ارتفاع: ۳۰۰۰۰ پا (فوت)
- ارتفاع کروز/پیمایشی: ۲۰۰۰۰ پا (فوت)